# Abierto Mexicano Los Cabos Open 2019
L'Abierto Mexicano Los Cabos Open 2019, anche conosciuto come Abierto Mexicano de Tenis Mifel presentado por Cinemex per motivi di sponsorizzazione, è stato un torneo di tennis giocato sul Cemento. È stata la quarta edizione del torneo che fa parte della categoria ATP World Tour 250 series nell'ambito dell'ATP World Tour 2019. Il torneo si è giocato alla Delmar International School di Cabo del Mar in Messico dal 29 luglio al 4 agosto 2019.

## Partecipanti

### Teste di serie
| Nazionalita | Giocatore         | Ranking* | Testa di serie |
| ----------- | ----------------- | -------- | -------------- |
| Italia      | Fabio Fognini     | 10       | 1              |
| Argentina   | Guido Pella       | 24       | 2              |
| Argentina   | Diego Schwartzman | 25       | 3              |
| Francia     | Lucas Pouille     | 27       | 4              |
| Stati Uniti | Taylor Fritz      | 32       | 5              |
| Cile        | Cristian Garín    | 37       | 6              |
| Moldavia    | Radu Albot        | 42       | 7              |
| Kazakistan  | Michail Kukuškin  | 45       | 8              |

* Ranking al 22 luglio 2019.

### Altri partecipanti
I seguenti giocatori hanno ricevuto una wild card per il tabellone principale:
- Lucas Gómez
- Thanasi Kokkinakis
- Guido Pella

I seguenti giocatori sono entrati nel tabellone principale grazie al ranking protetto:
- Cedrik-Marcel Stebe
- Janko Tipsarević

I seguenti giocatori sono entrati nel tabellone principale passando dalle qualificazioni:

- Maxime Janvier
- Jason Jung
- Dominik Köpfer
- Kwon Soon-woo

### Ritiri
Prima del torneo
- Juan Martín del Potro → sostituito da  Grégoire Barrère

## Partecipanti al doppio

### Teste di serie
| Nazione     | Giocatore         | Nazione     | Giocatore            | Ranking* | Testa di serie |
| ----------- | ----------------- | ----------- | -------------------- | -------- | -------------- |
| Regno Unito | Dominic Inglot    | Stati Uniti | Austin Krajicek      | 86       | 1              |
| Argentina   | Guido Pella       | Argentina   | Diego Schwartzman    | 101      | 2              |
| Messico     | Santiago González | Pakistan    | Aisam-ul-Haq Qureshi | 111      | 3              |
| Giappone    | Ben McLachlan     | Australia   | John-Patrick Smith   | 122      | 4              |

* Ranking aggiornato al 22 luglio 2019.

### Altri partecipanti
Le seguenti coppie hanno ricevuto una wildcard per il tabellone principale:
- Hans Hach Verdugo /  Dennis Novikov
- Gerardo López Villaseñor /  Cameron Norrie

## Punti e montepremi
| Torneo    | Torneo              | V       | F      | SF     | QF     | 2T     | 1T    | Q  | Q2    | Q1    |
| Singolare | Punti               | 250     | 150    | 90     | 45     | 20     | 0     | 12 | 6     | 0     |
| Singolare | Premi in denaro ($) | 131.430 | 71.065 | 39.250 | 22.305 | 12.825 | 7.680 | 0  | 3.715 | 1.860 |
| Doppio    | Punti               | 250     | 150    | 90     | 45     | –      | 0     | –  | –     | –     |
| Doppio    | Premi in denaro ($) | 43.120  | 22.100 | 11.970 | 6.860  | –      | 4.010 | –  | –     | –     |

## Campioni

### Singolare
Diego Schwartzman ha battuto in finale  Taylor Fritz con il punteggio di 7–6(6), 6-3.
- È il terzo titolo in carriera per Schwartzman, il primo della stagione.

### Doppio
Romain Arneodo /  Hugo Nys hanno battuto in finale  Dominic Inglot /  Austin Krajicek con il punteggio di 7-5, 5-7, [16-14].